# Anatol Paułowicz
Anatol Uładzimirawicz Paułowicz (biał. Анатоль Уладзіміравіч Паўловіч, ros. Анатолий Владимирович Павлович, Anatolij Władimirowicz Pawłowicz; ur. 20 lipca 1953 w Zarowcach w rejonie szkłowskim) – białoruski inżynier i polityk, w latach 2004–2012 deputowany do Izby Reprezentantów Zgromadzenia Narodowego Republiki Białorusi III i IV kadencji.

## Życiorys
Urodził się 20 lipca 1953 roku we wsi Zarowce, w rejonie szkłowskim obwodu mohylewskiego Białoruskiej SRR, ZSRR. Ukończył Mohylewski Instytut Budowy Maszyn, uzyskując wykształcenie inżyniera mechanika. Pracę rozpoczął jako inżynier technolog 11. Państwowej Fabryki Łożysk (GPZ-11) w Mińsku. Następnie pracował jako zastępca kierownika wydziału, zastępca kierownika działu, sekretarz komitetu partyjnego GPZ-11, zastępca kierownika oddziału Mińskiej Fabryki Łożysk, główny technolog – kierownik oddziału głównego technologa, zastępca dyrektora technicznego Mińskiej Fabryki Łożysk.
W 2004 roku został deputowanym do Izby Reprezentantów Zgromadzenia Narodowego Republiki Białorusi III kadencji z Wasniecowskiego Okręgu Wyborczego Nr 95. Pełnił w niej funkcję przewodniczącego Stałej Komisji ds. Przemysłu, Sektora Paliwowo-Energetycznego, Transportu, Łączności i Przedsiębiorczości. 27 października 2008 roku został deputowanym do Izby Reprezentantów IV kadencji z Wasniecowskiego Okręgu Wyborczego Nr 93. Pełnił w nim funkcję zastępcy przewodniczącego tej samej komisji. Od 13 listopada 2008 roku był członkiem Narodowej Grupy Republiki Białorusi w Unii Międzyparlamentarnej.

## Odznaczenia
- Medal „Za Zasługi w Pracy” (Białoruś, 2011)[5];
- Medal Jubileuszowy „90 Lat Sił Zbrojnych Republiki Białorusi”;
- Gramota Pochwalna Zgromadzenia Narodowego Republiki Białorusi;
- Gramota Pochwalna Zgromadzenia Międzyparlamentarnego Euroazjatyckiej Wspólnoty Gospodarczej[1].

## Życie prywatne
Anatol Paułowicz jest żonaty, ma dwie córki.